# On n'en parle pas
Pour plus de détails, voir Fiche technique et Distribution.
On n'en parle pas (titre original espagnol : De eso no se habla) est un film argentin réalisé par María Luisa Bemberg et sorti en 1993.
Le film évoque l'émancipation des femmes et le droit à la différence.

## Synopsis
Une petite fille jolie et intelligente vit en Argentine, protégée par sa mère parce qu'elle est naine. Un riche célibataire en tombe amoureux.

## Fiche technique
- Titre original : De eso no se habla
- Titre italien : Di questo non si parla
- Titre anglais : I Don't Want to Talk About It
- Réalisation : María Luisa Bemberg
- Scénario : María Luisa Bemberg, Jorge Goldenberg, Julio Llinás
- Photographie : Félix Monti
- Musique : Nicola Piovani
- Montage : Juan Carlos Macías
- Durée : 106 minutes
- Dates de sortie : 
  - 20 mai 1993 ( Argentine)
  - 9 septembre 1993 ( Italie)
  - 13 septembre 1993 ( Canada)
  - 25 décembre 1996 ( France)

## Distribution
- Marcello Mastroianni : Ludovico D'Andrea
- Luisina Brando : Leonor
- Alejandra Podesta : Charlotte
- Betiana Blum : Madama
- Roberto Carnaghi : Padre Aurelio
- Alberto Segado : Dr. Blanes
- Mónica Lacoste : Sra Blanes
- Jorge Luz : Alcalde
- Mónica Villa : Sra Zamudio